# Oceanisch kampioenschap voetbal 2008
De Oceania Nations Cup 2008 was de achtste editie van de OFC Nations Cup, een voetbaltoernooi voor landen die aangesloten waren bij de OFC, de voetbalbond van Oceanië. In 1973 is het toernooi onder de naam Oceania Cup van start gegaan.
Het toernooi viel samen met de tweede ronde van de OFC-kwalificatie voor het WK van 2010, en vond plaats tussen 13 oktober 2007 en 19 november 2008. De vier landen speelden een volledige competitie met thuis- en uitwedstrijden. De groepswinnaar werd de winnaar van de Oceania Nations Cup 2008, plaatste zich voor de FIFA Confederations Cup 2009 en speelt de play-off (die op 14 en 21 november 2009 werden gespeeld) tegen de nummer vijf van de AFC-kwalificatie.
Het toernooi werd voor de vierde keer gewonnen door Nieuw-Zeeland.
Voor het eerst nam viervoudig winnaar Australië niet meer deel aan het toernooi omdat het overgestapt was van de Oceanische naar de Aziatische voetbalbond AFC.

## Kwalificatie
In 2007 werd het voetbaltoernooi gespeeld op de South Pacific Games. De beste 3 van dat toernooi mochten deelnemen aan het Oceanisch kampioenschap voetbal.

#### Groep A
| Team            | Gsp | W | G | V | DT | DV | DS  | Pnt |
| --------------- | --- | - | - | - | -- | -- | --- | --- |
| Fiji            | 4   | 3 | 1 | 0 | 25 | 1  | +24 | 10  |
| Nieuw-Caledonië | 4   | 3 | 1 | 0 | 6  | 1  | +5  | 10  |
| Tahiti          | 4   | 1 | 1 | 2 | 2  | 6  | −4  | 4   |
| Cookeilanden    | 4   | 1 | 0 | 3 | 4  | 9  | −5  | 3   |
| Tuvalu          | 4   | 0 | 1 | 3 | 2  | 22 | −20 | 1   |

#### Groep B
| Team             | Gsp | W | G | V | DT | DV | DS  | Pnt |
| ---------------- | --- | - | - | - | -- | -- | --- | --- |
| Salomonseilanden | 4   | 4 | 0 | 0 | 21 | 1  | +20 | 12  |
| Vanuatu          | 4   | 3 | 0 | 1 | 23 | 3  | +20 | 9   |
| Samoa            | 4   | 2 | 0 | 2 | 9  | 8  | +1  | 6   |
| Tonga            | 4   | 1 | 0 | 3 | 6  | 10 | −4  | 3   |
| Amerikaans-Samoa | 4   | 0 | 0 | 4 | 1  | 38 | −37 | 0   |

### Knock-outfase
|  | Halve finale            | Halve finale            |   |                         | Finale                  | Finale |
|  |                         |                         |   |                         |                         |        |
|  | 5 september 2007 – Apia |                         |   |                         |                         |        |
|  | Salomonseilanden        | 2                       |   |                         |                         |        |
|  | Nieuw-Caledonië         | 3                       |   |                         |                         |        |
|  |                         |                         |   |                         |                         |        |
|  |                         |                         |   |                         | 7 september 2007 – Apia |        |
|  |                         |                         |   |                         | Nieuw-Caledonië         | 1      |
|  |                         | Fiji                    | 0 |                         |                         |        |
|  |                         |                         |   |                         |                         |        |
|  |                         |                         |   |                         | Derde plaats            |        |
|  | 5 september 2007 – Apia | 5 september 2007 – Apia |   | 7 september 2007 – Apia | 7 september 2007 – Apia |        |
|  | Fiji                    | 3                       |   | Salomonseilanden        | 0                       |        |
|  | Vanuatu                 | 0                       |   |                         | Vanuatu                 | 2      |

### Deelnemers
| Land            | Aantal deelnames | Huidig aantal deelnames op rij | Vorige deelname | Aantal titels |
| --------------- | ---------------- | ------------------------------ | --------------- | ------------- |
| Fiji            | 6e               | 3                              | 2004            | 0             |
| Nieuw-Caledonië | 4e               | 1                              | 2002            | 0             |
| Nieuw-Zeeland   | 8e               | 8                              | 2004            | 3             |
| Vanuatu         | 7e               | 5                              | 2004            | 0             |

## Eindstand
| Team            | Wed | W | G | V | DV | DT | +/− | Ptn |
| --------------- | --- | - | - | - | -- | -- | --- | --- |
| Nieuw-Zeeland   | 6   | 5 | 0 | 1 | 14 | 5  | +9  | 15  |
| Nieuw-Caledonië | 6   | 2 | 2 | 2 | 12 | 10 | +2  | 8   |
| Fiji            | 6   | 2 | 1 | 3 | 8  | 11 | –3  | 7   |
| Vanuatu         | 6   | 1 | 1 | 4 | 5  | 13 | –8  | 4   |

## Wedstrijden
|                                                 |      |                         |               |                                                                          |
| 17 oktober 2007 «onderlinge duels» 16:00 UTC+12 | Fiji | 0 – 2                   | Nieuw-Zeeland | Churchill Park, Lautoka Toeschouwers: 6.000 Scheidsrechter: Jair Marrufo |
| 17 oktober 2007 «onderlinge duels» 16:00 UTC+12 |      | Vicelich 37' Smeltz 86' |               | Churchill Park, Lautoka Toeschouwers: 6.000 Scheidsrechter: Jair Marrufo |

|                                                  |              |       |                           |                                                                         |
| 17 november 2007 «onderlinge duels» 14:00 UTC+11 | Vanuatu      | 1 – 2 | Nieuw-Zeeland             | Korman Stadium, Port Vila Toeschouwers: 8.000 Scheidsrechter: Job Minan |
| 17 november 2007 «onderlinge duels» 14:00 UTC+11 | Naprapol 32' |       | Smeltz 53' Mulligan 90+3' | Korman Stadium, Port Vila Toeschouwers: 8.000 Scheidsrechter: Job Minan |

|                               |                               |       |                                    |                                                                   |
| 17 november 2007 15:00 UTC+12 | Fiji                          | 3 – 3 | Nieuw-Caledonië                    | Govind Park, Ba Toeschouwers: 1.500 Scheidsrechter: Peter O'Leary |
| 17 november 2007 15:00 UTC+12 | Nawatu 2' Vakatalesau 27' 86' |       | Gjamaci 66' Kaudre 83' M. Hmaé 87' | Govind Park, Ba Toeschouwers: 1.500 Scheidsrechter: Peter O'Leary |

|                                                  |                                        |       |            |                                                                                |
| 21 november 2007 «onderlinge duels» 19:00 UTC+13 | Nieuw-Zeeland                          | 4 – 1 | Vanuatu    | Westpac Stadium, Wellington Toeschouwers: 2.500 Scheidsrechter: Averii Jacques |
| 21 november 2007 «onderlinge duels» 19:00 UTC+13 | Mulligan 17' 81' Smeltz 29' (pen.) 34' |       | Sakama 50' | Westpac Stadium, Wellington Toeschouwers: 2.500 Scheidsrechter: Averii Jacques |

|                               |                                             |       |      |                                                                                    |
| 21 november 2007 19:00 UTC+11 | Nieuw-Caledonië                             | 4 – 0 | Fiji | Stade Numa-Daly Magenta, Nouméa Toeschouwers: 1.000 Scheidsrechter: Matthew Breeze |
| 21 november 2007 19:00 UTC+11 | Wajoka 29' (pen.) M. Hmaé 32' 61' Mapou 64' |       |      | Stade Numa-Daly Magenta, Nouméa Toeschouwers: 1.000 Scheidsrechter: Matthew Breeze |

|                                              |            |       |                 |                                                                             |
| 14 juni 2008 «onderlinge duels» 14:00 UTC+11 | Vanuatu    | 1 – 1 | Nieuw-Caledonië | Korman Stadium, Port Vila Toeschouwers: 4.000 Scheidsrechter: Rakesh Varman |
| 14 juni 2008 «onderlinge duels» 14:00 UTC+11 | Mermer 77' |       | Djamali 73'     | Korman Stadium, Port Vila Toeschouwers: 4.000 Scheidsrechter: Rakesh Varman |

|                                              |                                   |       |         |                                                                                    |
| 21 juni 2008 «onderlinge duels» 15:00 UTC+11 | Nieuw-Caledonië                   | 3 – 0 | Vanuatu | Stade Numa-Daly Magenta, Nouméa Toeschouwers: 2.700 Scheidsrechter: Michael Hester |
| 21 juni 2008 «onderlinge duels» 15:00 UTC+11 | Wajoka 36' M. Hmaé 60' Diaike 87' |       |         | Stade Numa-Daly Magenta, Nouméa Toeschouwers: 2.700 Scheidsrechter: Michael Hester |

|                                                  |                       |       |         |                                                               |
| 6 september 2008 «onderlinge duels» 15:00 UTC+12 | Fiji                  | 2 – 0 | Vanuatu | Govind Park, Ba Toeschouwers: 3.000 Scheidsrechter: Job Minan |
| 6 september 2008 «onderlinge duels» 15:00 UTC+12 | Kumar 7' Dunadamu 87' |       |         | Govind Park, Ba Toeschouwers: 3.000 Scheidsrechter: Job Minan |

|                                                  |                 |       |                            |                                                                                   |
| 6 september 2008 «onderlinge duels» 17:00 UTC+11 | Nieuw-Caledonië | 1 – 3 | Nieuw-Zeeland              | Stade Numa-Daly Magenta, Nouméa Toeschouwers: 2.589 Scheidsrechter: Rakesh Varman |
| 6 september 2008 «onderlinge duels» 17:00 UTC+11 | M. Hmaé 55'     |       | Sigmund 16' Smeltz 65' 75' | Stade Numa-Daly Magenta, Nouméa Toeschouwers: 2.589 Scheidsrechter: Rakesh Varman |

|                                                   |                        |       |                |                                                                             |
| 10 september 2008 «onderlinge duels» 14:00 UTC+11 | Vanuatu                | 2 – 1 | Fiji           | Korman Stadium, Port Vila Toeschouwers: 1.200 Scheidsrechter: Peter O'Leary |
| 10 september 2008 «onderlinge duels» 14:00 UTC+11 | Sakama 59' Malas 90+2' |       | Dunadamu 90+3' | Korman Stadium, Port Vila Toeschouwers: 1.200 Scheidsrechter: Peter O'Leary |

|                                                   |                             |       |                 |                                                                                    |
| 10 september 2008 «onderlinge duels» 19:30 UTC+12 | Nieuw-Zeeland               | 3 – 0 | Nieuw-Caledonië | North Harbour Stadium, Auckland Toeschouwers: 8.000 Scheidsrechter: Norbert Hauata |
| 10 september 2008 «onderlinge duels» 19:30 UTC+12 | Smeltz 49' 76' Christie 69' |       |                 | North Harbour Stadium, Auckland Toeschouwers: 8.000 Scheidsrechter: Norbert Hauata |

|                                                   |               |                 |      |                                                                                |
| 19 november 2008* «onderlinge duels» 18:00 UTC+12 | Nieuw-Zeeland | 0 – 2           | Fiji | Churchill Park, Lautoka (Fiji) Toeschouwers: 4.500 Scheidsrechter: Lencie Fred |
| 19 november 2008* «onderlinge duels» 18:00 UTC+12 |               | Krishna 63' 90' |      | Churchill Park, Lautoka (Fiji) Toeschouwers: 4.500 Scheidsrechter: Lencie Fred |

 Nieuw-Zeeland -  Fiji Stond eerst gepland op 13 oktober 2007. Afgelast wegens visumproblemen van de Fijische doelman.
| 2008 OFC Nations Cup       |
| -------------------------- |
|                            |
| NIEUW-ZEELAND Vierde titel |

## Doelpuntenmakers
8 doelpunten
- Shane Smeltz

5 doelpunten
- Michel Hmaé

3 doelpunten
- David Mulligan

2 doelpunten
- Maciu Dunadamu
- Roy Krishna

- Osea Vakatalesau
- Pierre Wajoka

- Francois Sakama

1 doelpunt
- Salesh Kumar
- Valerio Nawatu
- Patrick Diaike
- Ramon Djamali
- Ramon Gjamaci

- Mael Kaudre
- Marius Mapou
- Jeremy Christie
- Ben Sigmund

- Ivan Vicelich
- Derek Malas
- Etienne Mermer
- Jean Nako Naprapol

1973 · 1980 · 1996 · 1998 · 2000 · 2002 · 2004 · 2008 · 2012 · 2016 · 2020 · 2024